# MAC 24/29
A fusil mitrailleur modèle 1924 M29 egy szabványos könnyű géppuska volt, melyet a francia hadsereg használt az 1930-as évek elejétől az 1950-es évekig.

## Fejlesztés

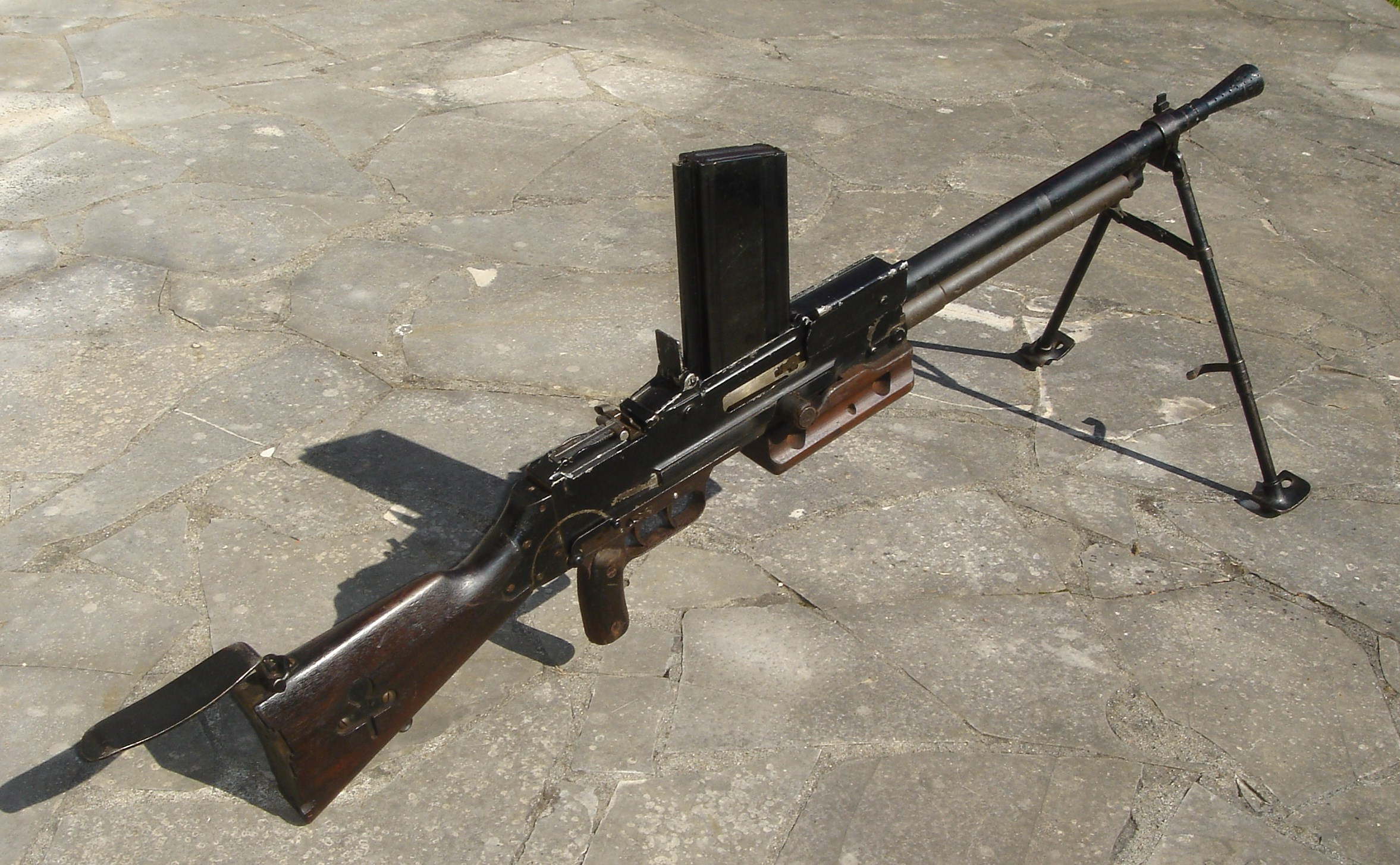
MAC Mle.1924/29

Az első világháború után a francia hadsereg új kézifegyvert keresett, hogy felváltsa a problémás fusil-mitrailleur mle 1915 géppuskát, vagy ismertebb nevén a Chauchat géppuskát. A francia parancsnokok fontolóra vették az M1918 Browning Automatic Rifle rendszerbe állítását, de végül úgy döntöttek, hogy kifejlesztenek egy hazai építésű fegyvert. A MAS (Manufacture d'Armes de St. Etienne) tervezett egy közvetlen B.A.R. másolatot, de végül a Manufacture d'Armes de Châtellerault (MAC) nyerte meg a pályázatot a B.A.R. működési elvén alapuló fegyverével. Az új fusil-mitrailleur modèle 1924 (önműködő puska, 1924-es minta) villaállvánnyal, egyvonalú tusával, pisztolymarkolattal, felülről behelyezhető 25 töltényes tárral és zárral rendelkezett, amely nyitva marad, miután az utolsó töltény is elhagyta a puskacsövet. A sár és por elleni védelme kiváló volt. A tűzgyorsaság 450 lövés/perc volt. Mivel a szabványos 8 mm Lebel lőszer alkalmatlannak bizonyult nagy befogadóképességű tárakhoz, a lőszer egy teljesen új perem nélküli 7,5×57 mm töltény volt.
Az 1920-as évek végén megkezdődött az M29 limitált gyártása és szolgálatba állítása, amikor is több probléma lépett fel az új típusú lőszernél. Marokkóban a Rif háború alatt a francia segédcsapatok a 8 mm Mauser lőszert használták zsákmányolt puskákkal együtt, de az M29 géppuskához is fel lehetett használni, aminek katasztrofális következményei lettek. Ez a helyzet vezetett a 7,5×54 mm lőszertípus kifejlesztéséhez, melyet 1929-ben szabványlőszernek választottak minden jövőbeni fegyverhez és könnyű géppuskához. Az így módosított fusil-mitrailleur modèle 1924 modifié 1929 (FM 24/29) könnyű géppuskák sorozatgyártását el is kezdték az 1930-as években, míg a korábbi változatokat kivonták a hadrendből.
Az FM 24/29 elsütőszerkezetét Henri Delacre felhasználta bullpup kialakítású géppisztolyán.

## Leírás
A MAC Mle.1924/29 könnyű géppuska gázelvezetéses, léghűtéses, sorozatlövésre alkalmas fegyver. Nyitott zárból tüzel. A fegyvercsövet le lehet szerelni, amikor a fegyver raktárban van. Az alap működési elv magában foglal egy gázdugattyút, amely a cső alatt található, és egy gázcsőbe van zárva. A gázrendszer nem állítható. A zárást úgy érik el, hogy a zár hátsó részét felbillentik egy, a tok tetején lévő reteszelő mélyedésbe. A zár billenő mozdulatát egy kettős lengő csuklóval irányítják, amely összekapcsolódik a zár hátsó részével és a működtető karral, amely a gázdugattyú hátsó kibővülését alkotja. Az ütőszeget a függőleges vetületre erősítették, amely a működtető kar tetejére került; így csak akkor csaphat a gyutacsra, amikor a zár zárva van. Az elsütőszerkezet két elsütőbillentyűt tartalmaz, amely a különféle tüzelési módokhoz szükséges. Az elülső billentyű meghúzása egyeslövést, míg a második meghúzása sorozatlövést eredményez. A kézi biztosítókar az elsütőbillentyűk fölött található, és mindkét billentyűt zárja.
A fegyverhez kétsoros szekrénytárat használtak, melyet felülről kellett betölteni. Az üres töltényhüvelyek a tok jobb oldalán távoztak egy kivetőnyíláson. A tárnyílásra acél porfogót szereltek, amely előre felnyílik, amikor a fegyvert betárazzák. Hasonló porfogót helyeztek egy további csuklópántos fedélre, amely a tok jobb oldalán található, és a kivetőnyílást fedi.
A szabványos irányzékok magukban foglalnak egy elülső irányzékot, amelyet a csőre szereltek, és egy tangens-típusú hátsó irányzékot, diopteres nyílással, a tok tetején, a tár mögött. Az irányzékvonalat balra tolták, mivel a fegyvert felülről kell tárazni. A szabványos berendezés magában foglal egy rövid fa előagyat, fa tusát forgópántos válltámasszal és egy pisztolymarkolatot. Egy behajtható villaállványt is szereltek a csőre, közvetlenül az elülső irányzék mögé.

## Harctéri alkalmazás

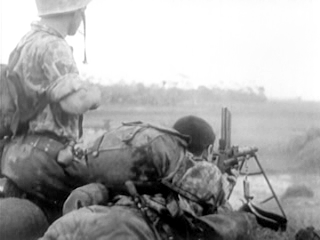
1. BEP francia idegen ejtőernyős tüzel egy FM 24/29 géppuskával a Việt Minh-rajtaütés során (1952)

Az FM 24/29 volt a szabványos szakaszszintű önműködő fegyver a francia gyalogságnál és lovasságnál a második világháború kezdetén. 1940-ben a németek számos fegyvert zsákmányoltak, melyeket fel is használtak. 1943-tól, ahogy a francia hadsereget újrafegyverezték és újraszervezték Észak-Afrikában szövetséges támogatással, az FM 24/29 rendszerben maradt, mivel a francia katonák inkább ezt a fegyvert használták, mint a B.A.R.-t.
Az FM 24/29 rendszerben volt a fegyveres erőknél egészen az algériai háború végéig. Az 1960-as években az AA–52 géppuskával váltották fel, de továbbra is szolgálatban maradt a Gendarmerie Nationale (Csendőrség) helyi dandárjánál egészen 2000-ig.

## M1934
A fegyvernek készült egy módosított változata, az M1934, nehezebb puskacsővel és csigatárral, melyet harckocsikon és erődítményekben használtak. A fegyver tűzgyorsasága 600 lövés/percre emelkedett. Gyártása 1931-től 1940-ig tartott.

## Fordítás
- Ez a szócikk részben vagy egészben  a   FM 24/29 light machine gun című angol Wikipédia-szócikk ezen változatának fordításán alapul.  Az eredeti cikk szerkesztőit annak laptörténete sorolja fel. Ez a jelzés csupán a megfogalmazás eredetét és a szerzői jogokat jelzi, nem szolgál a cikkben szereplő információk forrásmegjelöléseként.

## Külső hivatkozások
- MAC M. 1924/29 a world.guns.ru weboldalon
- FM mle 24/29